# Niederzwehren
Niederzwehren, Kassel-Niederzwehren – okręg administracyjny Kassel, w Niemczech, w kraju związkowym Hesja. W 2010 roku okręg zamieszkiwało 11 263 mieszkańców.